# Австралія на Олімпійських іграх
Австралійський олімпійський комітет був створений і визнаний в 1895 році. Збірна команда Австралії вперше взяла участь в Олімпійських іграх 1896 року і після цього брала участь в усіх наступних літніх Олімпійських іграх сучасності. Едвін Флек був першим спортсменом, що представляв Австралію на Олімпіаді. Він виграв золото в бігу на 800 та 1500 метрів в 1896 році на літніх Олімпійських іграх в Афінах. У 1908 і 1912 роках Австралія разом із Новою Зеландією виступали в команді під назвою Австралазія.
Австралія двічі приймала літні Олімпійські ігри. У 1956 році в Мельбурні та у 2000 році в Сіднеї, зайнявши 3-е та 4-е місце у загальнокомандних медальних заліках.
В зимових Олімпійських іграх австралійці вперше взяли участь у 1936 році, при цьому першу свою медаль змогли завоювати лише у 1994 році.

## Таблиці медалей

### Медалі на літніх Олімпійських іграх
| Ігри                    | Спортсмени | Золото                       | Срібло                       | Бронза                       | Всього                       | Місце |
| Афіни 1896              | 1          | 2                            | 0                            | 0                            | 2                            | 8     |
| Париж 1900              | 3          | 2                            | 0                            | 3                            | 5                            | 9     |
| Сент-Луїс 1904          | 2          | 0                            | 0                            | 0                            | 0                            | –     |
| Лондон 1908             | 29         | як частина Австралазія (ANZ) | як частина Австралазія (ANZ) | як частина Австралазія (ANZ) | як частина Австралазія (ANZ) | 11    |
| Стокгольм 1912          | 28         | як частина Австралазія (ANZ) | як частина Австралазія (ANZ) | як частина Австралазія (ANZ) | як частина Австралазія (ANZ) | 12    |
| Антверпен 1920          | 13         | 0                            | 2                            | 1                            | 3                            | 16    |
| Париж 1924              | 37         | 3                            | 1                            | 2                            | 6                            | 11    |
| Амстердам 1928          | 18         | 1                            | 2                            | 1                            | 4                            | 19    |
| Лос-Анджелес 1932       | 12         | 3                            | 1                            | 1                            | 5                            | 10    |
| Берлін 1936             | 33         | 0                            | 0                            | 1                            | 1                            | 30    |
| Лондон 1948             | 77         | 2                            | 6                            | 5                            | 13                           | 14    |
| Гельсінкі 1952          | 85         | 6                            | 2                            | 3                            | 11                           | 9     |
| Мельбурн 1956 (домашня) | 314        | 13                           | 8                            | 14                           | 35                           | 3     |
| Рим 1960                | 188        | 8                            | 8                            | 6                            | 22                           | 5     |
| Токіо 1964              | 234        | 6                            | 2                            | 10                           | 18                           | 8     |
| Мехіко 1968             | 175        | 5                            | 7                            | 5                            | 17                           | 9     |
| Мюнхен 1972             | 173        | 8                            | 7                            | 2                            | 17                           | 6     |
| Монреаль 1976           | 184        | 0                            | 1                            | 4                            | 5                            | 32    |
| Москва 1980             | 123        | 2                            | 2                            | 5                            | 9                            | 15    |
| Лос-Анджелес 1984       | 240        | 4                            | 8                            | 12                           | 24                           | 14    |
| Сеул 1988               | 270        | 3                            | 6                            | 5                            | 14                           | 15    |
| Барселона 1992          | 290        | 7                            | 9                            | 11                           | 27                           | 10    |
| Атланта 1996            | 424        | 9                            | 9                            | 23                           | 41                           | 7     |
| Сідней 2000 (домашня)   | 630        | 16                           | 25                           | 17                           | 58                           | 4     |
| Афіни 2004              | 482        | 17                           | 16                           | 16                           | 49                           | 4     |
| Пекін 2008              | 433        | 14                           | 15                           | 17                           | 46                           | 6     |
| Лондон 2012             | 410        | 7                            | 16                           | 12                           | 35                           | 10    |
| Ріо-де-Жанейро 2016     | 426        | 8                            | 11                           | 10                           | 37                           | 10    |
| Усього                  |            | 147                          | 163                          | 187                          | 497                          | 9     |

### Медалі на зимових Олімпійських іграх
| Олімпіада                      | Золото          | Срібло          | Бронза          | Загалом         | Місце           |
| Шамоні 1924 - Лейк-Плесід 1932 | не брала участі | не брала участі | не брала участі | не брала участі | не брала участі |
| Гренобль 1936                  | 0               | 0               | 0               | 0               | -               |
| Сент-Моріц 1948                | не брала участі | не брала участі | не брала участі | не брала участі | не брала участі |
| Осло 1952 - Альбервіль 1992    | 0               | 0               | 0               | 0               | -               |
| Ліллегаммер 1994               | 0               | 0               | 1               | 1               | 22              |
| Нагано 1998                    | 0               | 0               | 1               | 1               | 22              |
| Солт-Лейк-Сіті 2002            | 2               | 0               | 0               | 2               | 15              |
| Турин 2006                     | 1               | 0               | 1               | 2               | 17              |
| Ванкувер 2010                  | 2               | 1               | 0               | 3               | 13              |
| Сочі 2014                      | 0               | 2               | 1               | 3               | 24              |
| Всього                         | 5               | 3               | 4               | 12              | 21              |

### Медалі за видами спорту (літні та зимові види спорту разом)
| Вид спорту                      | Золото | Срібло | Бронза | Загалом |
| Плавання                        | 60     | 64     | 64     | 188     |
| Легка атлетика                  | 21     | 26     | 26     | 73      |
| Велоспорт                       | 14     | 19     | 18     | 51      |
| Академічне веслування           | 11     | 15     | 14     | 40      |
| Вітрильний спорт                | 11     | 8      | 8      | 27      |
| Кінний спорт                    | 6      | 3      | 3      | 12      |
| Стрільба                        | 5      | 1      | 5      | 11      |
| Хокей на траві                  | 4      | 3      | 5      | 12      |
| Веслування на байдарках і каное | 3      | 8      | 13     | 24      |
| Стрибки у воду                  | 3      | 3      | 7      | 13      |
| Фристайл                        | 3      | 1      | 1      | 5       |
| Тріатлон                        | 1      | 2      | 2      | 5       |
| Теніс                           | 1      | 1      | 3      | 5       |
| Важка атлетика                  | 1      | 1      | 2      | 4       |
| Теквондо                        | 1      | 1      | 0      | 2       |
| Стрільба з лука                 | 1      | 0      | 2      | 3       |
| Водне поло                      | 1      | 0      | 2      | 3       |
| Сноубординг                     | 1      | 1      | 0      | 2       |
| Шот-трек                        | 1      | 0      | 1      | 2       |
| Волейбол                        | 1      | 0      | 1      | 2       |
| Сучасне п'ятиборство            | 1      | 0      | 0      | 1       |
| Регбі                           | 1      | 0      | 0      | 1       |
| Баскетбол                       | 0      | 3      | 2      | 5       |
| Бокс                            | 0      | 1      | 3      | 4       |
| Софтбол                         | 0      | 1      | 3      | 4       |
| Софтбол                         | 0      | 1      | 3      | 4       |
| Боротьба                        | 0      | 1      | 2      | 3       |
| Гімнастика                      | 0      | 1      | 0      | 1       |
| Бейсбол                         | 0      | 1      | 0      | 1       |
| Дзюдо                           | 0      | 0      | 2      | 2       |
| Гірськолижний спорт             | 0      | 0      | 1      | 1       |
| Всього                          | 152    | 166    | 191    | 509     |

Ці таблиці не включають медалі виграні у складі Австралоазії

## Багаторазові олімпійські чемпіони
З окремих австралійських спортсменів слід виділити наступних неодноразових чемпіонів Ігор: 
| Ім'я            | Медалі                           | Вид            | Ігри                                               |
| --------------- | -------------------------------- | -------------- | -------------------------------------------------- |
| Ян Торп         | 5 золотих, 3 срібних, 1 бронзова | плавання       | 2000 Сідней 2004 Афіни                             |
| Дон Фрейзер     | 4 золотих, 4 срібних             | плавання       | 1956 Мельбурн 1960 Рим 1964 Мехіко                 |
| Мюррей Роуз     | 4 золотих, 1 срібна, 1 бронзова  | плавання       | 1956 Мельбурн 1960 Рим                             |
| Бетті Катберт   | 4 золотих                        | легка атлетика | 1956 Мельбурн 1964 Мехіко                          |
| Петра Томас     | 3 золотих, 4 срібні, 1 бронзова  | плавання       | 1996, Атланта 2000 Сідней 2004 Афіни               |
| Грант Хеккетт   | 3 золотих, 3 срібні, 1 бронзова  | плавання       | 2000, Сідней 2004 Афіни 2008 Пекін                 |
| Ширлі Стрікленд | 3 золотих, 1 срібна, 3 бронзові  | легка атлетика | 1948 Лондон 1952 Гельсінкі 1956 Мельбурн           |
| Шейн Гоулд      | 3 золотих, 1 срібна, 1 бронзова  | плавання       | 1972 Лондон                                        |
| Ендрю Хой       | 3 золотих, 1 срібна              | кінний спорт   | 1992 Барселона 1996 Атланта 2000 Сідней            |
| Джеймс Томкінс  | 3 золотих, 1 бронзова            | плавання       | 1992 Барселона 1996 Атланта 2000 Сідней 2004 Афіни |
| Дрю Джин        | 3 золотих                        | плавання       | 1996 Атланта 2004 Афіни 2008 Пекін                 |
| Рейчел Хоукс    | 3 золотих                        | хокей на траві | 1988 Сеул 1996 Атланта 2000 Сідней                 |
| Джоді Хенрі     | 3 золотих                        | плавання       | 2004 Афіни                                         |
| Меттью Райан    | 3 золотих                        | кінний спорт   | 1992 Барселона 1996 Атланта 2000 Сідней            |